# Estación de Place de Clichy

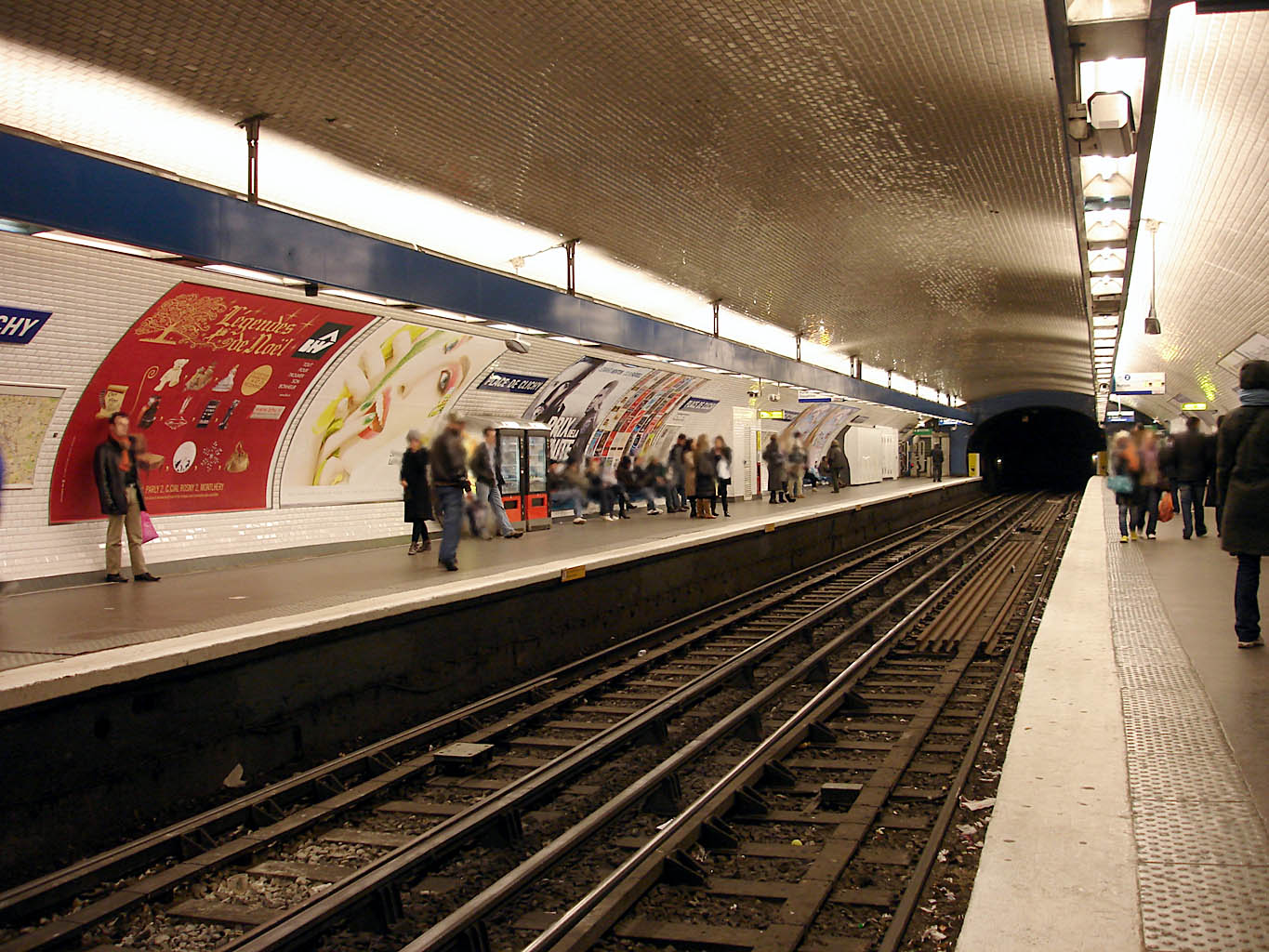
La estación de la Línea 2

La estación de Place de Clichy (en español: Plaza de Clichy) es una estación del metro de París situada al norte de la capital, en la confluencia de los distritos VIII, IX, XVII y XVIII. Forma parte de las líneas 2 y 13. 

## Historia
Fue inaugurada a principios 7 de octubre de 1902 tras la primera ampliación de la línea 2. El 26 de febrero de 1911 llegaría la línea B de la compañía Nord-Sud, la actual línea 13.
Debe su nombre a su ubicación bajo la plaza de Clichy.

## Descripción

### Estación de la línea 2
Se compone de dos andenes laterales de 75 metros de longitud y de dos vías.
Está diseñada en bóveda elíptica revestida completamente de los clásicos azulejos blancos del metro parisino, aunque en este caso son planos, sin biselar.
La estación es un claro ejemplo del estilo Motte ya que este está presenten en la iluminación, los asientos y la señalización.   

### Estación de la línea 13
Se compone de dos andenes laterales de 75 metros de longitud y de dos vías.
Luce el aspecto habitual de las estaciones de la antigua compañía Nord-Sud con un revestimiento de azulejos blancos biselados, que se combinan con diversos trazos de color verde que aparecen principalmente en lo alto de la bóveda, rodeando los paneles publicitario y en el zócalo. 
La iluminación, que no es la propia de la Nord-Sud corre a cargo de una hilera de tubos fluorescentes que recorren ambos andenes.
La señalización también muestra el clásico estilo Nord-Sud, caracterizado por su gran tamaño, donde el nombre de la estación se realiza combinando mosaicos blancos y azules enmarcados por un trazo verde. 
Sobre el andén se han añadido flechas y marcas de color amarillo que pretenden facilitar la salida y la entrada de los viajeros a los trenes.

## Accesos
La estación dispone de tres accesos, uno de ellos conserva su edículo Guimard y está catalogado como Monumento Histórico.
- Acceso 1 y 2: en la Plaza de Clichy
- Acceso 3: en el bulevar de Clichy, a la altura del nº 130.